# Kedungbokor
Kedungbokor is een bestuurslaag in het regentschap Brebes van de provincie Midden-Java, Indonesië. Kedungbokor telt 8844 inwoners (volkstelling 2010).